# آزادی نوک پستان
آزادی نوک پستان (به انگلیسی: Free the nipple) یک کارزار تساوی‌طلبانه جنسیتی است که لینا اسکو پس از ساخت فیلم آزادی پستان در سال ۲۰۱۴ آن را آغاز نمود. این کارزار بر آن است که قانون می‌بایست آزادی و حمایت یک‌سانی برای زنان و مردان قائل باشد. این جنبش قصد دارد برابری جنسیتی را گسترش و با فتیش پستان و شیءانگاری جنسی مقابله کند.

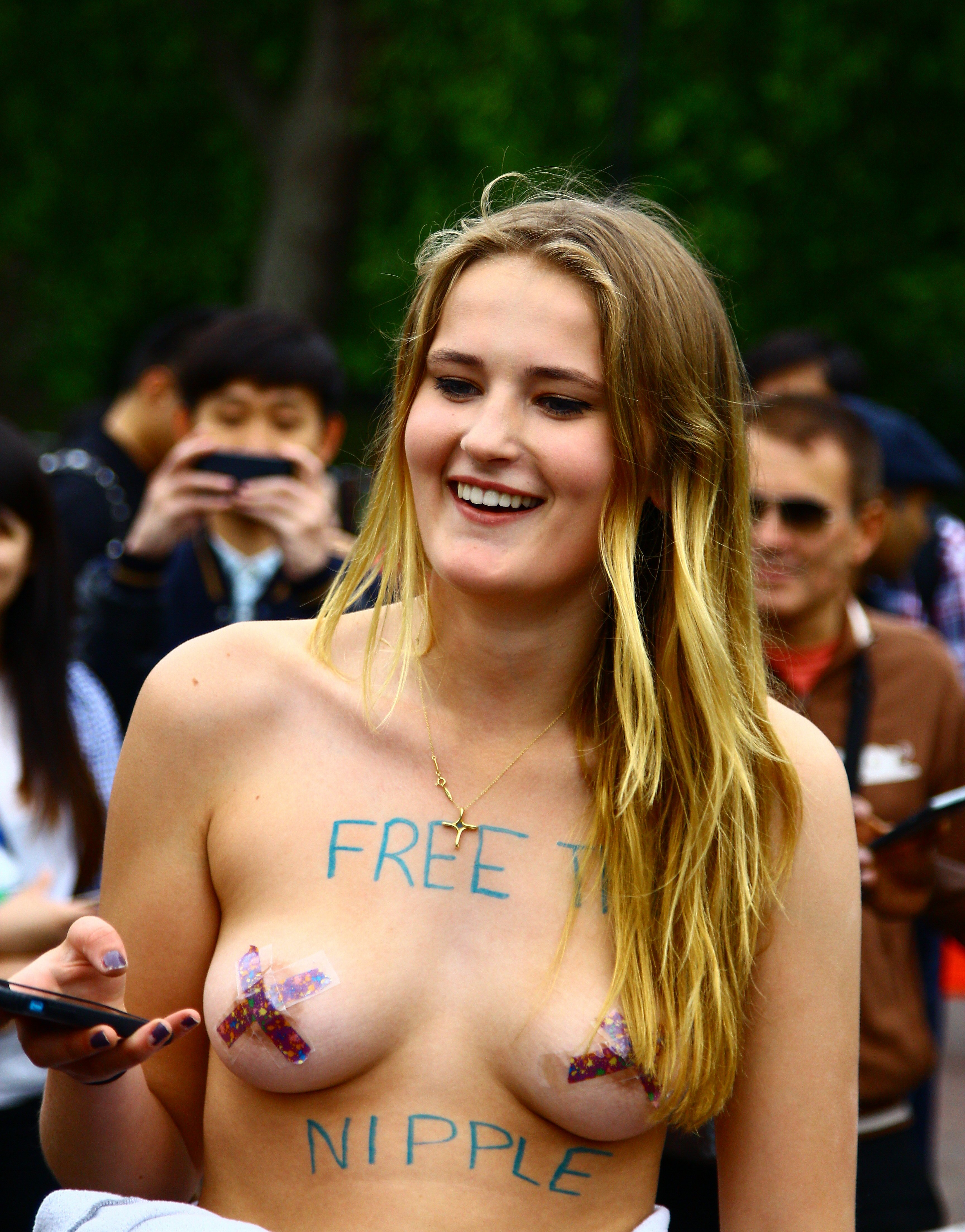
یکی از پشتیبانان کارزار آزادی پستان‌ها در مراسم جهانی دوچرخه‌سواری لخت در شهر لندن به تاریخ ژوئن ۲۰۱۵

## تاریخچه

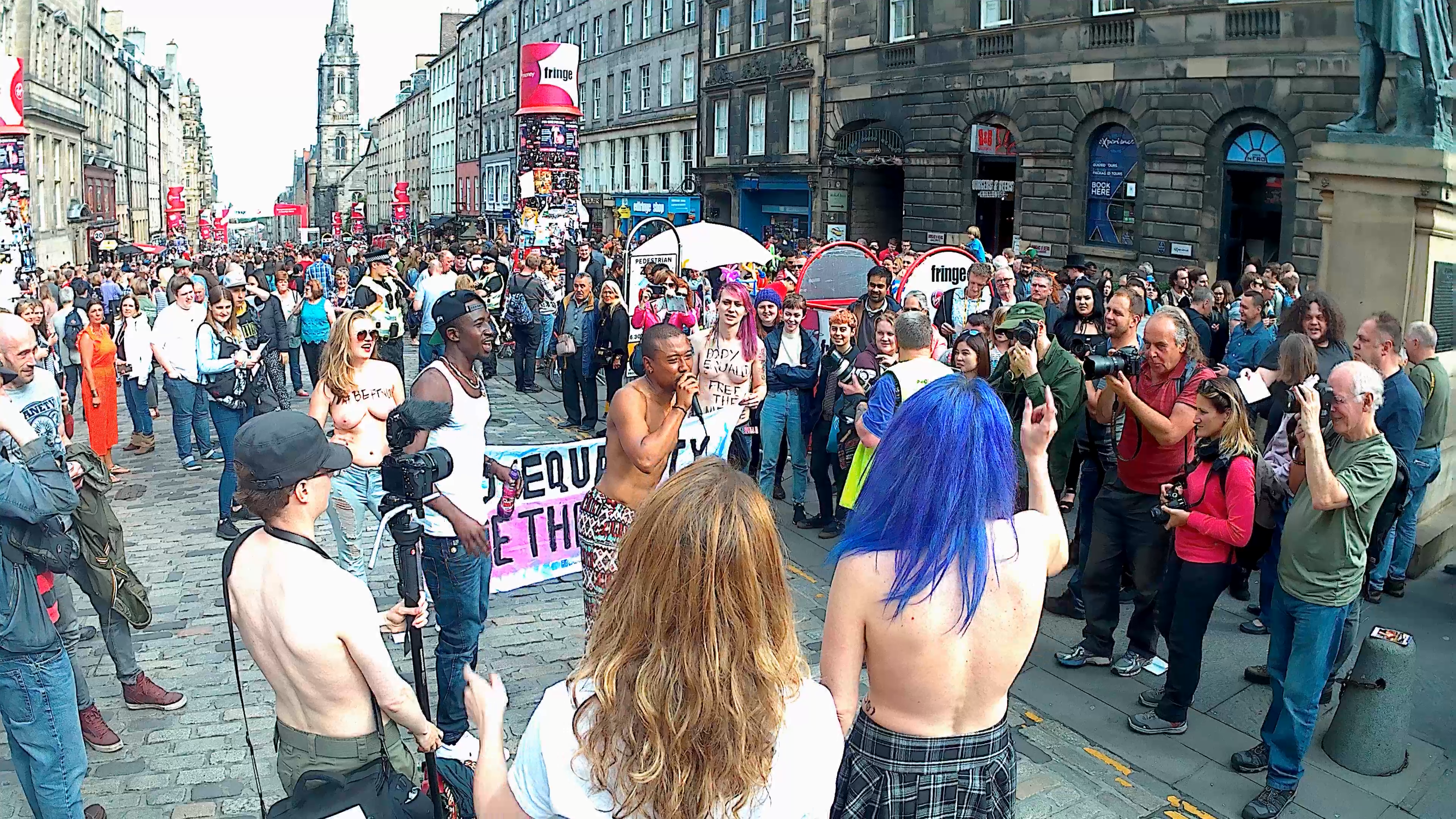
آزادی پستان، ادینبرا فرینج فستیوال، ۲۰۱۷

با وجود آنکه قوانینی به جهت پشتیبانی از بی‌بالاپوشی برای زنان در کشورهای گوناگونی وضع گردیده اما هنوز زنانی که چنین می‌کنند، ممکن است در خطر اتهام عورت‌نمایی، برهم زدن نظم و آرامش و انگ هرزگی قرار گیرند. یکی از این زنان فونیکس فیلی نام داشت که به سال ۲۰۰۵ و در نیویورک به سبب بی‌بالاپوشی دستگیر و زندانی شد. از آنجا که زمان دستگیری وی، بی‌بالاپوشی در این ایالت قانونی شده بود، او را آزاد کردند و برای جبران خسارت، ۲۹٬۰۰۰ دلار به وی پرداخت شد.
این کارزار به سال ۲۰۱۵ در ایسلند مورد توجه عمومی واقع شد و توسط یکی از اعضای مجلس این کشور پشتیبانی شد. وی که یک زن است، عکسی از خود در کنار یک دختر نوجوان که به سبب بی‌بالاپوشی مورد آزار واقع شده بود، منتشر کرد که در آن پستان‌هایش را به نمایش گذاشته بود.

## قوانین عورت‌نمایی
طبق قوانین مرتبط با برهنگی و عفت عمومی در ایالات متحده آمریکا، نیویورک، هاوایی، ماین، نیوهمشایر، اوهایو و تگزاس از جمله ایالت‌هایی هستند که بی‌بالاپوشی را برای مردان و زنان به صورت واضح یا غیر واضح در ملاء عام قانونی کرده‌اند. از سویی دیگر، بیش‌تر ایالت‌های آمریکا، برهنگی پستان زنان در ملاء عام را چه واضح چه غیر واضح را عملی منافی عفت عمومی و در نتیجه جرم تلقی کرده‌اند. آریزونا، فلوریدا، هاوایی، ایلینوی، نیویورک، کارولینای جنوبی، یوتا، ویرجینیا و واشینگتن، تنها ایالاتی هستند که عمل شیر دادن مادران به نوزادان را «منافی عفت عمومی» قلمداد نکرده‌اند.
با وجود آنکه بیش‌تر ایالت‌ها، زنان را از بی‌بالاپوشی منع می‌کنند، در نیوهمشایر، در سواحلی که مردان اجازه بی‌بالاپوشی را دارند، زنان نیز می‌توانند چنین کنند و از همین روی، این سواحل، تبدیل به محل‌هایی برای تظاهرات جنبش‌گران آزادی پستان‌ها شده‌اند. در سال ۲۰۱۶ قانون‌گذاران این ایالت با قانون اجبار زنان به پوشاندن بالاتنه مقابله و آن را لغو کردند؛ چراکه این قوانین، به گونه‌ای ضد زن تلقی شد.
در کشورانگلیس، بی‌بالاپوشی الزاماً جرم نبوده‌است. در سال ۲۰۰۹، پلیس لندن به بی‌بی‌سی اعلام داشت که «حضور در ملاء عام به صورت برهنه جرم نیست».
در انگلیس، برهنه بودن کامل و آفتاب گرفتن در سواحل این کشور جرم نیست و همه ساله مراسم دوچرخه‌سواری لخت در لندن اجرا می‌شود. با این حال، استفن گاف، سال‌های بسیاری را در زندان‌های اسکاتلند به سبب سرپیچی از قانون منع برهنگی در ملاء عام، به سر برده‌است.

## سانسور اینترنتی
تابوهای مرتبط با پستان زنان در شبکه‌های اجتماعی همچون فیس‌بوک و اینستاگرام در کشور آمریکا با ممنوع کردن نمایش این اندام زنانه به عنوان «محتوای نامناسب» حتی ترویج نیز می‌شوند. اینستاگرم از کاربرانش می‌خواهد «لباس به تنشان باشد.» با این حال این قوانین تنها برای حذف نگاره‌های حاوی پستان برهنه زنان جاری است. در مقابل، چنانچه مردان بدون بالاپوش باشند، نگاره‌شان پاک یا حذف نمی‌گردد. چلسی هندلر، مایلی سایرس، ریحانا و اسکات ویلیس، از سوی اینستاگرم به سبب به اشتراک گذاری نگاره‌های پستان‌های برهنه‌شان مورد بازخواست قرار گرفتند. نگاره‌ای از ویلو اسمیت نیز به سبب این که در آن وی روی پیراهنش عکس پستان زنان را چاپ کرده بود، از اینستاگرم حذف شد. گفتنی است که پیراهن وی در آن نگاره کاملاً پوشاننده بود. زمانی که از مدیر عامل اینستاگرام، کوین سیستروم، در رابطه با حذف نگاره‌های برهنه از کاربران پرسش شد، وی قوانین بازار نرم‌افزای اپل را مقصر عنوان کرد.
یکی از اهداف جنبش آزادی پستان، برداشته شدن سانسور اینترنتی اشتراک‌گذاری‌های این جنبش است. سانسور، به ویژه در شبکه‌های اجتماعی، جنبش‌هایی از این دست را با مشکل پیام‌رسانی به طرفدارانش روبرو می‌کند. بهره‌گیری از شبکه‌های اجتماعی نظیر فیس‌بوک، توییتر و اینستاگرام، توانایی کنش‌گران به جهت رساندن پیامشان به مردم طی دهه گذشته را به شدت بالا برده و باعث شده تا ایجاد یک هویت جمعی آسان‌تر شود. سانسورهایی از این دست باعث محدود شدن یکی از بنیادی‌ترین اهداف بهره‌گیری از شبکه‌های اجتماعی می‌شود که چارلز تایلی، این اهداف را ارزشمندی، اتحاد، تعداد و تعهد یاد می‌کند. نیاز کنش‌گران برای دست یابی به این چهار هدف به جهت پیش‌برد جنبش مد نظرشان بسیار حیاتی است؛ چراکه بدون آن، پشتیبانی طرفداران از بین خواهد رفت. کنش‌گران جنبش آزادی پستان‌ها نیز مایلند این جنبش همچون همچون دیگر جنبش‌ها نظیر جنبش اشغال وال استریت و بهار عربی به خوبی از شبکه‌های اجتماعی مجازی بهره گیرد. این توانایی گردهم‌آوری که شبکه‌های اجتماعی در اختیار کنش‌گران این جنبش می‌گذارد را یورگن هابرماس به عنوان کنش ارتباطی یا تغییر می‌شناسد.

## فیلمسکس
در سال ۲۰۱۴ لینا اسکو، کارگردان زن آمریکایی، فیلم آزادی پستان را به روی پرده سینماها برد. فیلم به محور بودن یک گروه از زنان جوان که در خیابان‌های نیویورک نسبت به تابوهای مرتبط با پستان‌های زنان اعتراض می‌کنند، ساخته شده‌است. ساخت این فیلم که در اصل در سال ۲۰۱۲ به پایان رسید اما به سبب عورت‌نمایی مجوز پخش پیدا نکرد، موجب شد اسکو جنبش آزادی پستان را در ۲۰۱۳ به راه بیندازد.
پس از اینکه قرارداد پخش فیلم مادران موازی با شرکت والت دیزنی در ۳۰ ژوئن ۲۰۲۱ منقضی شد. پوستر انتشاری آن با گرافیک «یک نوک پستان شیرده» به دلیل قوانین در مورد برهنگی از اینستاگرام حذف شد. این تصمیم توسط جنبش آزادی پستان مورد انتقاد قرار گرفت؛ و منجر به عذرخواهی اینستاگرام شد.